# لانگاو
لانگاو (به لاتین: Langå) یک منطقهٔ مسکونی در دانمارک است که در Randers Municipality واقع شده‌است. لانگاو ۲٫۲۳ کیلومتر مربع مساحت و ۲٬۸۰۵ نفر جمعیت دارد.